# Vederydssjön
Vederydssjön är en sjö i Jönköpings kommun och Vaggeryds kommun i Småland och ingår i Motala ströms huvudavrinningsområde. Sjön är 18 meter djup, har en yta på 1,05 kvadratkilometer och befinner sig 231,4 meter över havet. Sjön avvattnas av vattendraget Tabergsån.
Vederydssjön skapades i början av 1600-talet när Tabergsån dämdes av Tabergs bergslag. Här låg från början Månsarps södra masugn, Renstorps masugn och Månsarps södre hammare. Hammaren flyttades till Hörle år 1672 och masugnarna drevs fram till 1800-talet när Rentorps masugn flyttades till Taberg på 1830-talet. Månsarps södra masugn lades ner 1885 - för att slutligen rivas 1917. Dammen har utökats vid ett flertal tillfällen. Den sista höjningen gjordes 1930 av Norrahammars bruk och användes för att reglera flödet till Tabergsåns olika kraftstationer. Allt eftersom dammen höjts, har Vederydssjön ökat i storlek och sträcker sig numer omkring 5,5 kilometer i syd-nordlig riktning.

## Delavrinningsområde
Vederydssjön ingår i det delavrinningsområde (638935-139587) som SMHI kallar för Utloppet av Vederydssjön. Medelhöjden är 244 meter över havet och ytan är 12,42 kvadratkilometer. Det finns ett delavrinningsområde uppströms, och räknas det in blir den ackumulerade arean 41,88 kvadratkilometer. Tabergsån som avvattnar avrinningsområdet har biflödesordning 2, vilket innebär att vattnet flödar genom totalt 2 vattendrag innan det når havet efter 235 kilometer. Delavrinningsområdet består mestadels av skog (74 %). Avrinningsområdet har 1,15 kvadratkilometer vattenytor vilket ger avrinningsområdet en sjöprocent på 9,2 %.

## Galleri

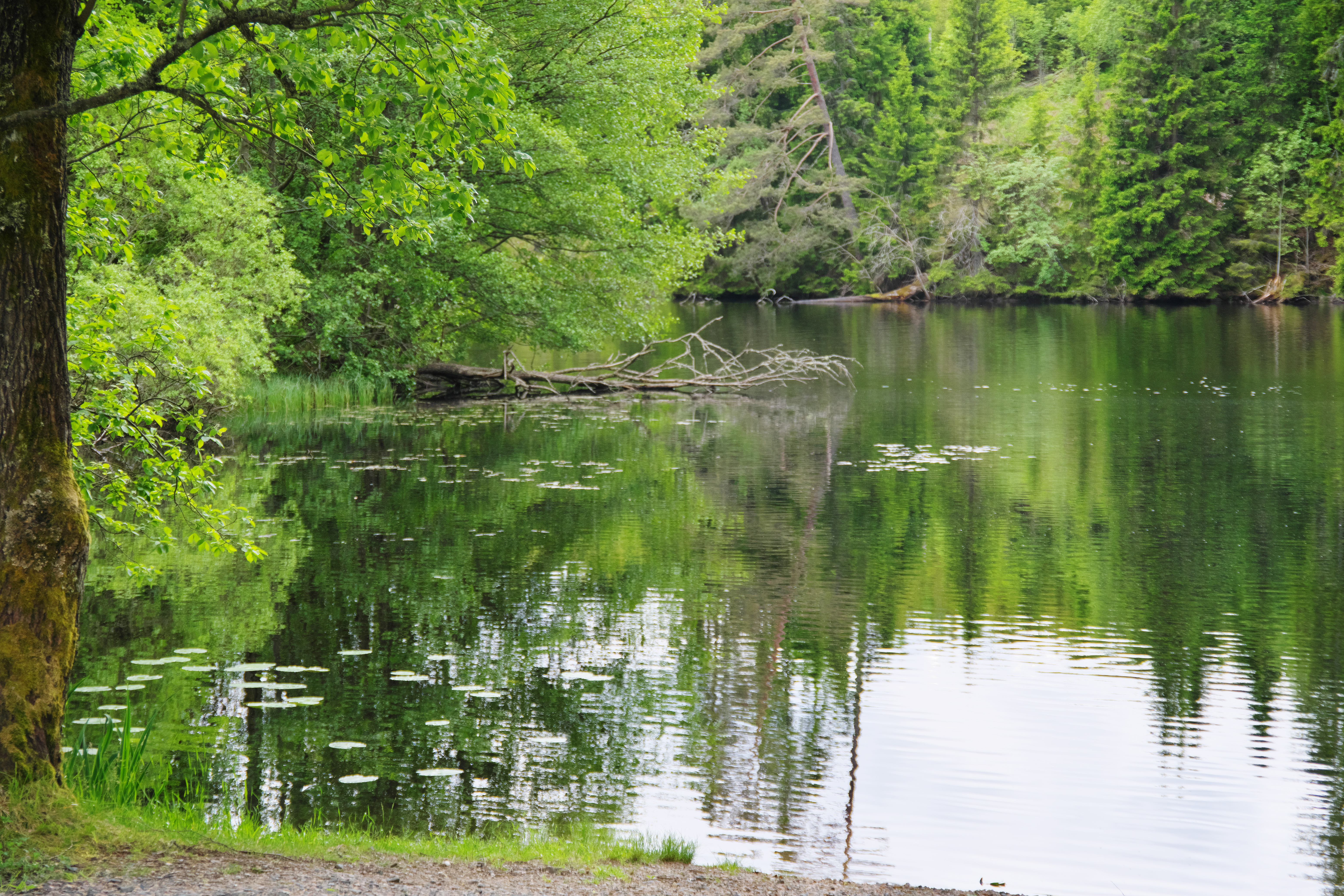
Sjöns norra ända sommaren 2025.
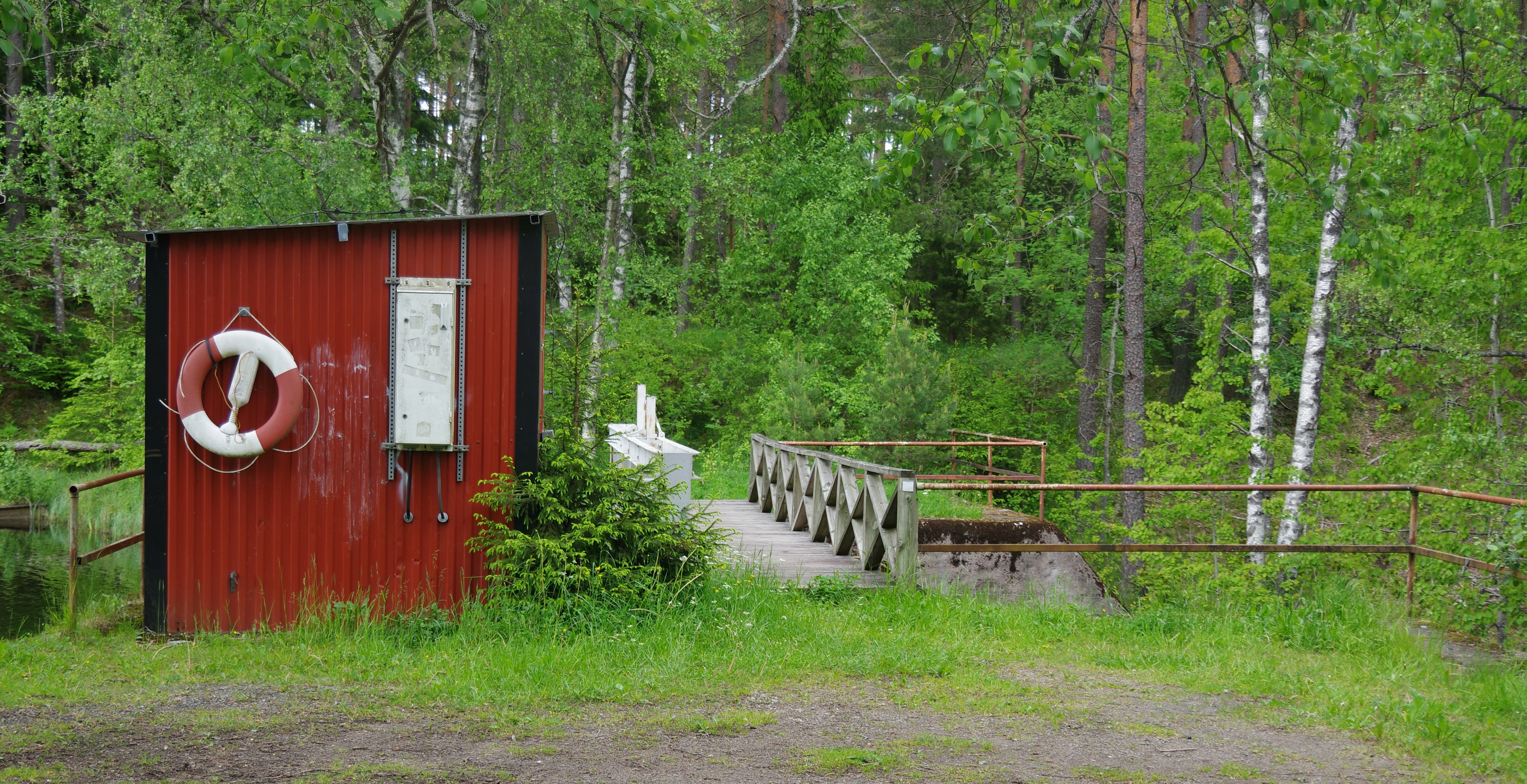
Masugnsdammen i sjöns norra ända söder om Månsarp.
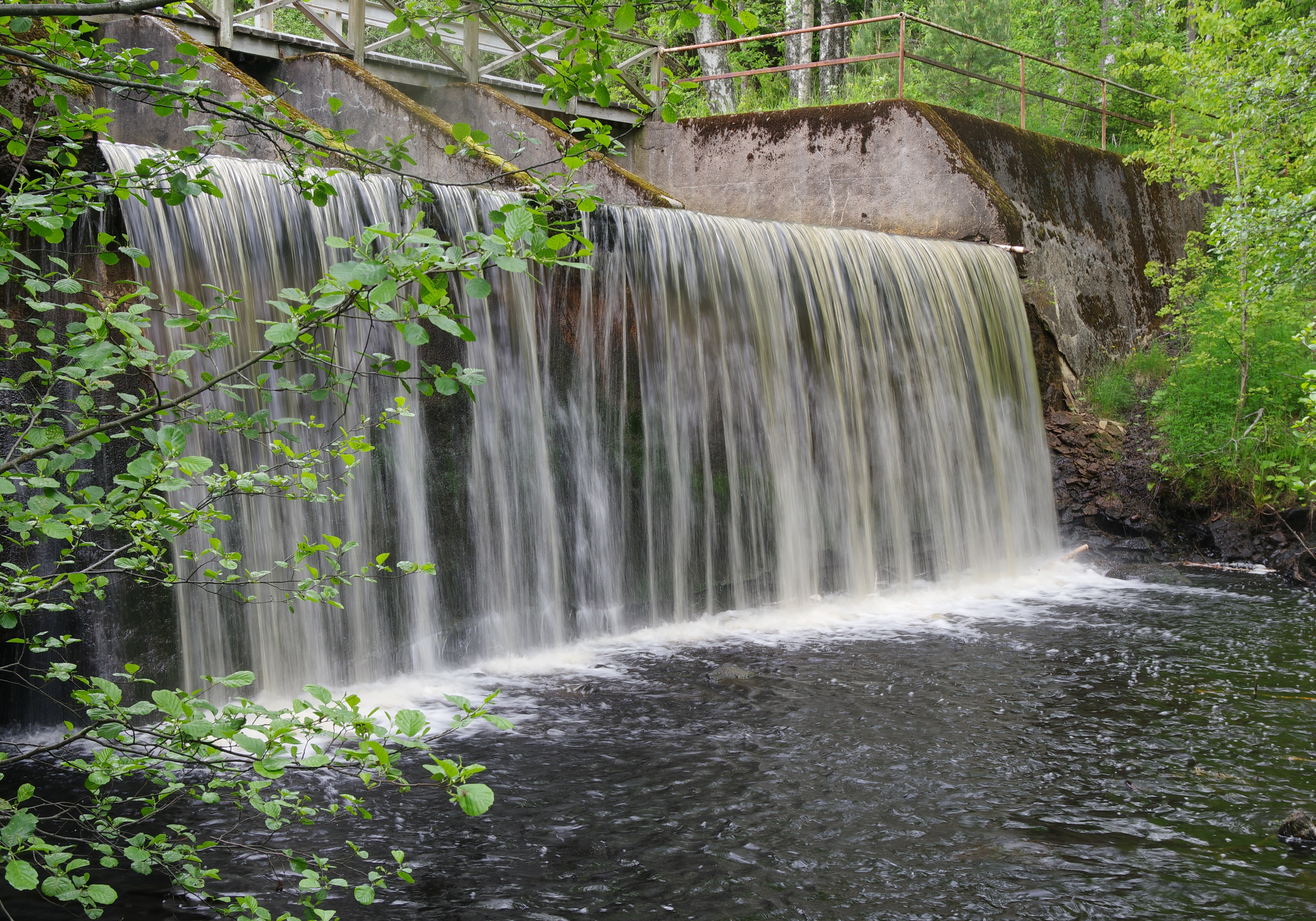
Sjöns utflöde Tabergsån vid Masugnsdammen.
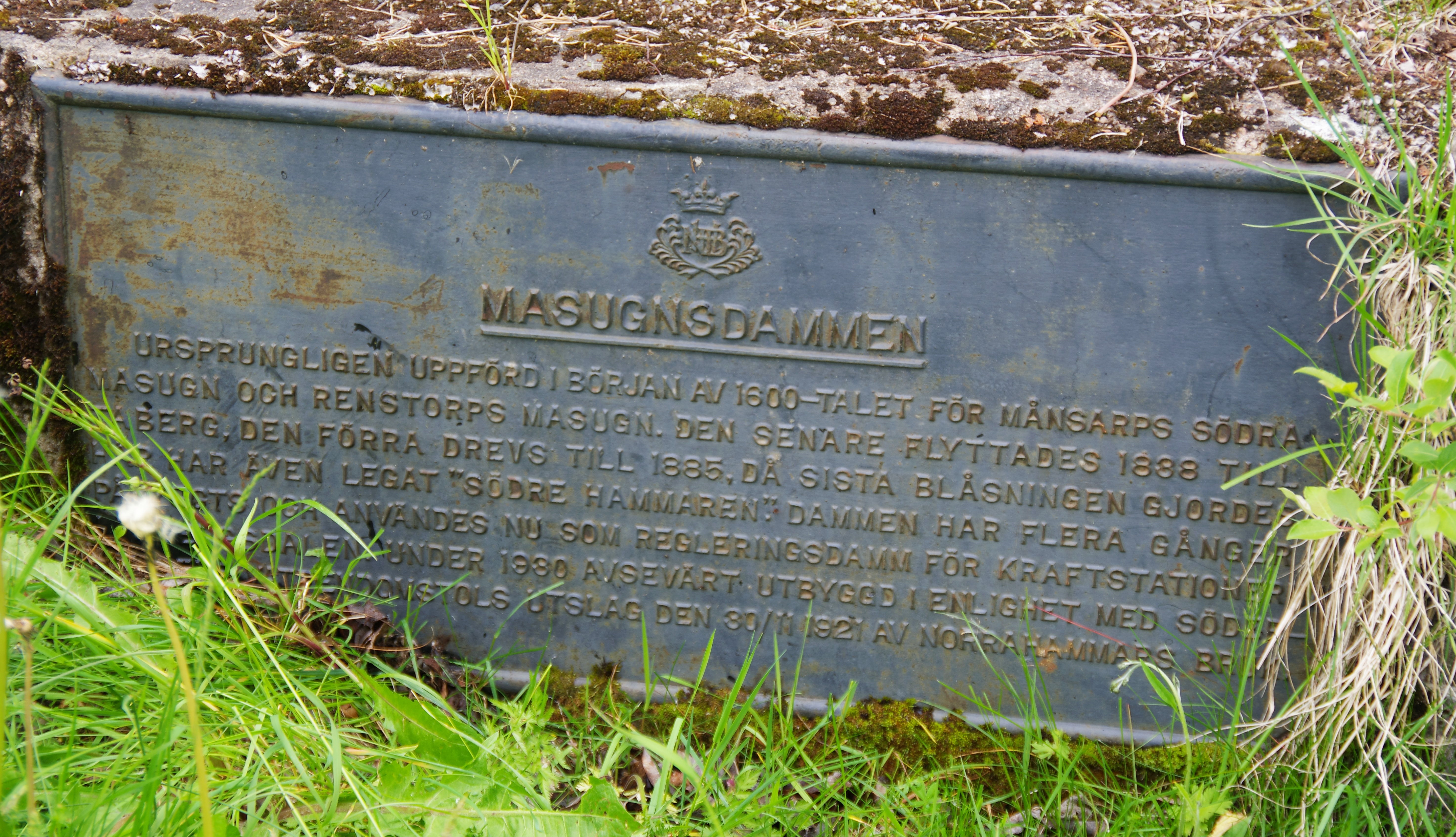
Plakett vid Masugnsdammen.